# 伽利略尖條鰍
伽利略尖條鰍（學名：Oxynoemacheilus galilaeus），為輻鰭魚綱鯉形目條鰍科尖條鰍屬的其中一種。被IUCN列為極危保育類動物，分布於亞洲約旦、敘利亞、以色列的加利利海、呼拉湖與Muzairib湖流域，體長可達7.5公分，棲息在湖岸礫石底層水域，生活習性不明。

## 扩展阅读
維基物種上的相關：伽利略尖條鰍